# Conduite intérieure

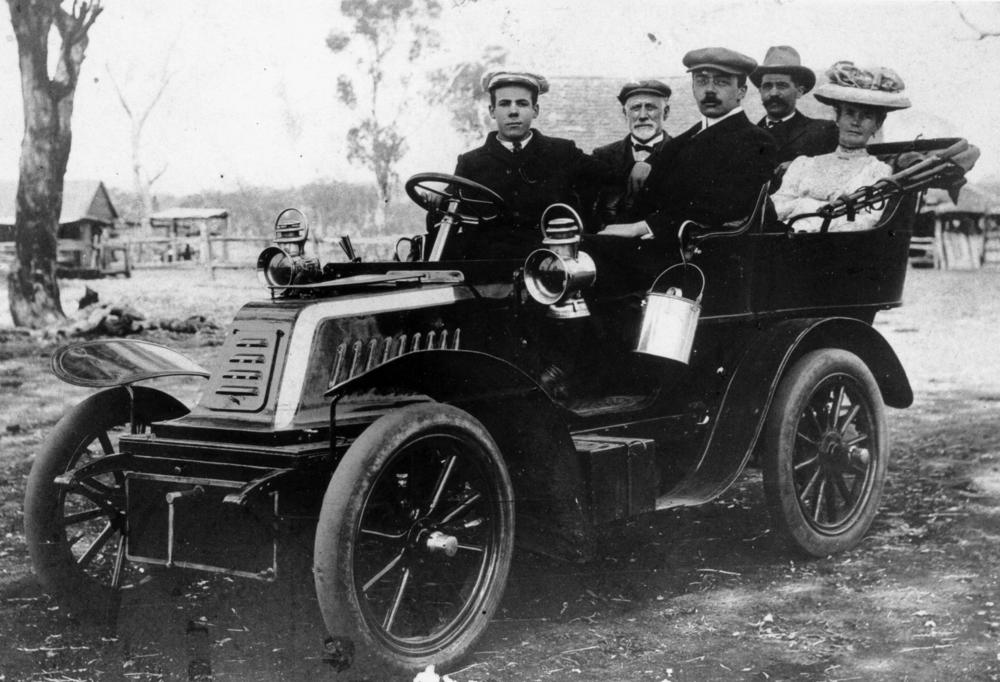
Automobile De Dion-Bouton, un coupé. Peu importe que la capote soit relevée ou non, le chauffeur est toujours exposé aux éléments.

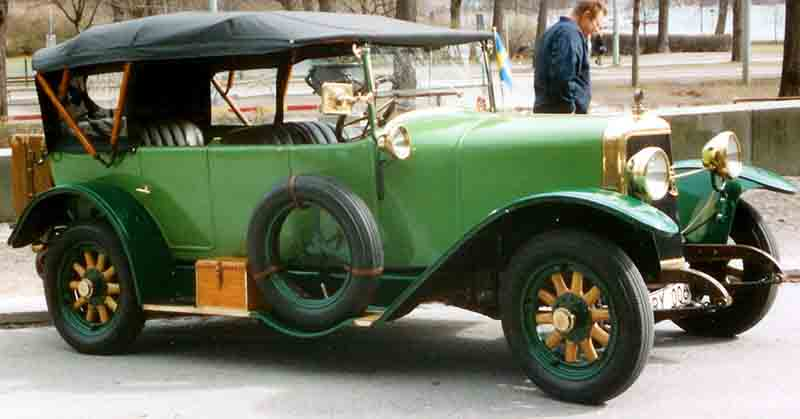
Automobile Panhard à carrosserie de type torpédo. Le chauffeur, se trouvant dans l'habitacle, est toujours protégé des éléments.

Le terme conduite intérieure définit la place du chauffeur ou conducteur, situé à l'intérieur de l'habitacle par opposition au coupé chauffeur historique (dérivé du véhicule hippomobile), où le conducteur se trouvait à l'extérieur.
Le terme est né de la première automobile à conduite intérieure construite par Louis Renault en 1894 et fut officialisé en 1926, par la British Engineering Standard Association qui définit 21 types de carrosseries dont la conduite intérieure (CI)